# Wilhelm Oesch
Wilhelm Martin Johannes Oesch (* 9. November 1896 in Westcliffe, Colorado; † 18. Januar 1982 in Oberursel) war ein deutsch-amerikanischer lutherischer Theologe und Hochschullehrer.

## Leben
Oesch wurde als Sohn eines aus Deutschland emigrierten Pfarrers der Lutheran Church – Missouri Synod geboren. Nach seiner Schulzeit in Missouri besuchte er das College in Milwaukee. Anschließend studierte er Theologie am Concordia Seminary in St. Louis. Aufgrund seiner guten Deutschkenntnisse wurde er nach seiner Ordination 1922 Pfarrer der Immanuels-Gemeinde in Stuttgart, die zur Evangelisch-Lutherischen Freikirche gehörte. 1923 wurde er Vorsitzender des Lutherischen Jugendbundes. 1934 sendete die Missouri Synode ihn nach London, um dort zwei deutsch-englische Gemeinden zu betreuen. Hier begann er, die Zeitschrift „The Crucible“ herauszugeben. Als im September 1939 der Zweite Weltkrieg ausbrach, befand sich Oesch in Deutschland und durfte nicht nach London zurückkehren. Daher übernahm er die Vakanzvertretung in den Gemeinden Groß Oesingen und Lachendorf und später auch in Hamburg. Nachdem seine Familie dort ausgebombt war, lebte sie vorübergehend in Hörpel. In der Nachkriegszeit war Oesch u. a. mit Hans Kirsten und Matthias Schulz an den Einigungsverhandlungen zwischen den lutherischen Bekenntniskirchen in Deutschland beteiligt, die in den „Einigungssätzen“ zwischen der Evangelisch-Lutherischen Freikirche und der Altlutherischen Kirche ihren vorläufigen Abschluss fanden. 1948 wurde Oesch auf den Lehrstuhl für Systematische Theologie an die Lutherische Theologische Hochschule nach Oberursel berufen, wo er bis zu seiner Emeritierung 1968 blieb. Zu seinen Aufgaben als Dozent in Oberursel gehörte die Herausgeberschaft des „Lutherischen Rundblicks“ (heute: Lutherische Theologie und Kirche) von 1953 bis 1975. Weiterhin hielt er gute Beziehungen zu den lutherischen Kirchen in den USA und Australien. Für seine Bemühungen zur Einigung der Lutherischen Kirche von Australien bekam er vom Concordia Seminary in Adelaide die Ehrendoktorwürde verliehen. Auch setzte er sich für ein Zusammenkommen der Missouri Synode und der Wisconsin Synode ein, was aber bis heute nicht von Erfolg gekrönt ist.
Oesch war zweimal verheiratet. Seine erste Frau Gertrud Michael verstarb früh. So heiratete er 1933 Erna Wittmann. Er ist in Oberursel beigesetzt.

## Schriften
- Führen die Weltkirchenkonferenzen nach Canterbury? (= Das Wort sie sollen lassen stahn! Zeitfragen im Lichte der Bibel, Heft 4). Zwickau [1937].
- Die Lehre von der Inspiration und ihre Anwendung auf die Urgeschichte, in: Fuldaer Hefte 13. Schriften des Theologischen Konvents Augsburgischen Bekenntnisses. Hrsg. von Friedrich Hübner, Berlin 1960.
- Memorandum Inter Nos. Presenting a Series of Observations on the Present State of American Lutheranism of the Synodical Conference and the Lutheran Church–Missouri Synod. Oberursel 1960.
- Ein unerwartetes Plädoyer. Seit 1977: Addenda ad Formulam Concordiae! Oberursel 1981.
- Solus Christus, sola scriptura. Grundzüge lutherischer Theologie. Hrsg. von Dieter Oesch, Groß Oesingen 1996.